# 1990 TG5
1990 TG5 är en asteroid i huvudbältet som upptäcktes den 9 oktober 1990 av den australiensiske astronomen Robert H. McNaught vid Siding Spring-observatoriet.
Asteroiden har en diameter på ungefär 3 kilometer.